# Talitroides topitotum
Talitroides topitotum is een vlokreeftensoort uit de familie van de Talitridae. De wetenschappelijke naam van de soort is voor het eerst geldig gepubliceerd in 1934 door Burt.